# Samaniego (kommun i Spanien)
Samaniego är en kommun i Spanien. Den ligger i Álavaprovinsen i södra delen av den autonoma regionen Baskien i norra delen av landet, 250 km norr om huvudstaden Madrid. Antalet invånare är 290 (2024).